# Королив, Василий Константинович
Василий Константинович Королив (укр. Василь Костевич Королів; 1879—1943) — украинский писатель и журналист, редактор, общественный деятель, иллюстратор. Известен под псевдонимом Василь Королив-Старый.

## Биография
Родился на Полтавщине. Обучался в Полтавской духовной семинарии, но покинул это духовное заведение и перевёлся в Харьковский ветеринарный институт. Закончив его в 1902 году, работал ветеринарным врачом. Сам издал популярное пособие по ветеринарии — «Скотолечебник».
Принимал участие в революционном и украинском национальном движении. В 1906 году был арестован и осуждён. Выйдя на свободу, занялся журналистикой, стал активным корреспондентом украинских газет «Рада», «Хлібороб», «Засів». После Февральской революции 1917 года работал на редакторской должности в киевском издательстве «Час», а также редактировал журнал «Книгар». Кроме того, был одним из инициаторов создания и первым председателем Общества школьного образования (1917).
В. Королив-Старый активно участвовал в политической жизни Украины. Был в числе основателей Украинской Центральной рады от Товарищества украинских поступовцев. В 1919 году входил в состав украинской дипломатической миссии в Праге. В связи с установлением на Украине Советской власти, был вынужден навсегда остаться в Чехословакии. Уже там, в Чехии, он объединил свою судьбу с другой эмигранткой, украинской писательницей Наталеной Королевой, с которой он был знаком ещё по Киеву. Супруги провели остаток своей жизни вдали от родины, но ни на минуту не забывая о ней. В. Королив-Старый многие годы преподаёт в Украинской сельскохозяйственной академии в Подебрадах, не оставляя при этом литературной деятельности.
Одно из самых значительных произведений В.Королива-Старого — роман «Чмелик», изданный в 1920 году в Праге (украинская публикация — 2010 год, издательством «Світ дитини» («Мир ребенка»)). У этого романа есть также подзаголовок «Вокруг света», и повествует он о судьбе юноши с Полтавщины, вынужденного покинуть родные края. И хотя кое-как устроил он свою жизнь в Австралии, тоска по родине не оставляет его. В конце концов герой книги возвращается на Украину. В романе использован сказочный мотив про маленького шмелика («чмелика»), для которого его родной дом — пусть даже это норка во мху — дороже золотых палат на чужбине.
Также заслуживает внимания сборник сказок «Нечистая сила», построенный на фольклорном материале. Сборник построен в необычном ключе — будто бы на международном конгрессе, который состоялся в ночь на Ивана Купала на Лысой горе под Киевом, сказочные персонажи решили рассказать людям правду о себе, чтобы хоть как-то развеять дурную славу о «нечистой силе». И в этом им вызвался помочь украинский журналист.
Помимо литературного творчества, В. Королив-Старый известен также своими художественными произведениями, в частности иконами, написанными для закарпатских церквей.
Жена — Наталена Королёва — украинская писательница.